# 紀元前464年
紀元前464年（きげんぜん464ねん）は、ローマ暦の年である。
当時は、「レギッレンシスとフススが共和政ローマ執政官に就任した年」として知られていた（もしくは、それほど使われてはいないが、ローマ建国紀元290年）。紀年法として西暦（キリスト紀元）がヨーロッパで広く普及した中世時代初期以降、この年は紀元前464年と表記されるのが一般的となった。

## 他の紀年法
- 干支 : 丁丑
- 日本
  - 皇紀197年
  - 孝昭天皇12年
- 中国
  - 周 - 貞定王5年
  - 秦 - 厲共公13年
  - 晋 - 出公11年
  - 楚 - 恵王25年
  - 斉 - 平公17年
  - 燕 - 孝公34年
  - 趙 - 襄子12年
- 朝鮮
  - 檀紀1870年
- ベトナム :
- 仏滅紀元 : 81年
- ユダヤ暦 : 3297年 - 3298年

## できごと

### ギリシア
- スパルタで地震が起こり、多くの命が失われた。
- 地震後、メッシニアのヘイロタイが反乱を起こし、アルキダモス2世はスパルタの守備隊を結成した。ヘイロタイはイトメ山を要塞化した（第三次メッセニア戦争）。

### 共和政ローマ
- 恐らく史上初のプロコンスルが軍を率いた。

### ペルシア
- エジプトは、クセルクセス1世が殺害された機を活かし、ペルシアに反乱した。リビア人のイナロスは、アテナイ市民の助けを得て、デルタ地域の支配権を手に入れた。
- アルタクセルクセス1世は、クセルクセス1世の後を継いで、アケメネス朝の王となった。

## 誕生
- ヘロドトス - ギリシアの歴史家